# 東京都道46号八王子あきる野線

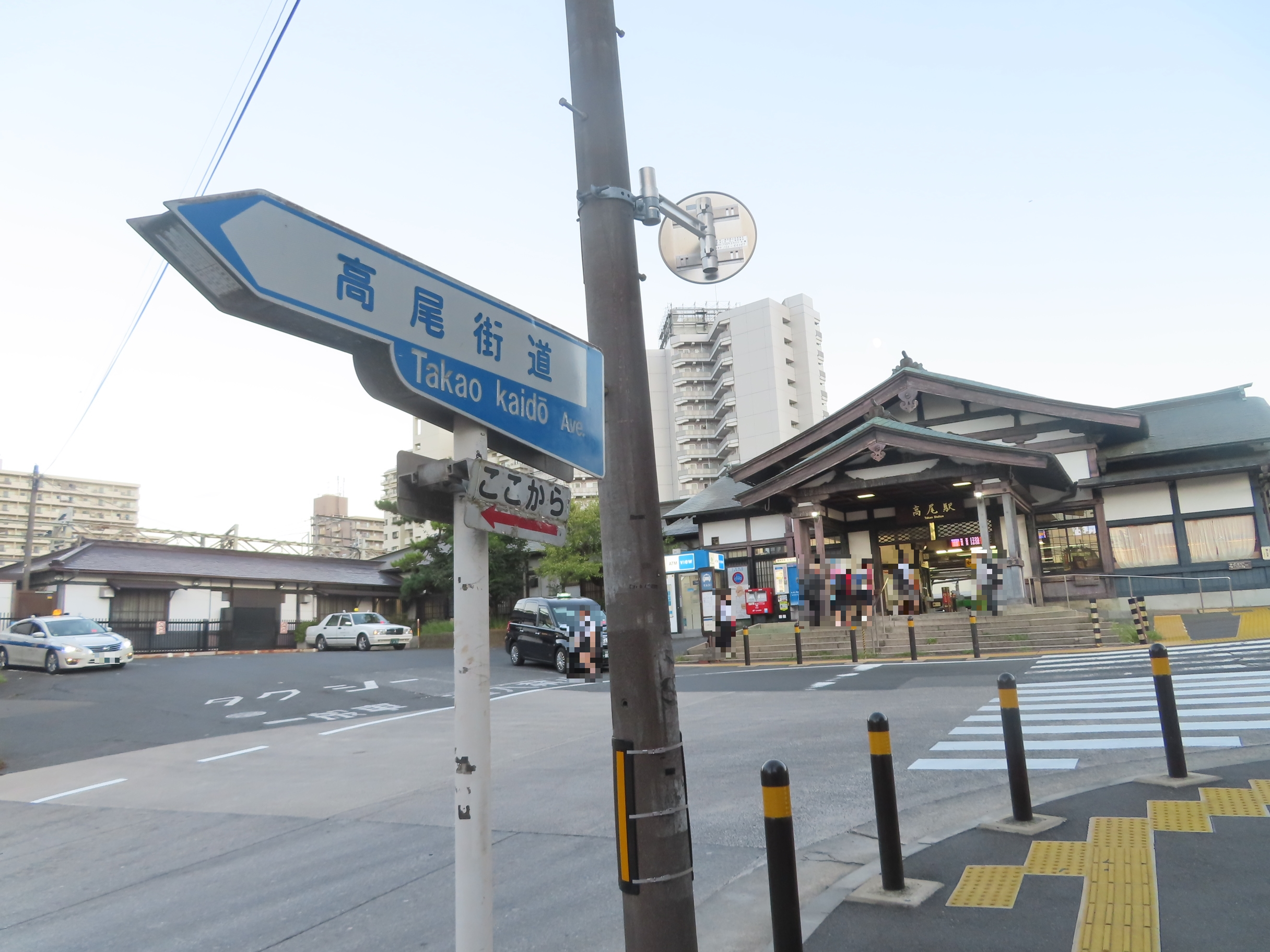
終点となる高尾駅

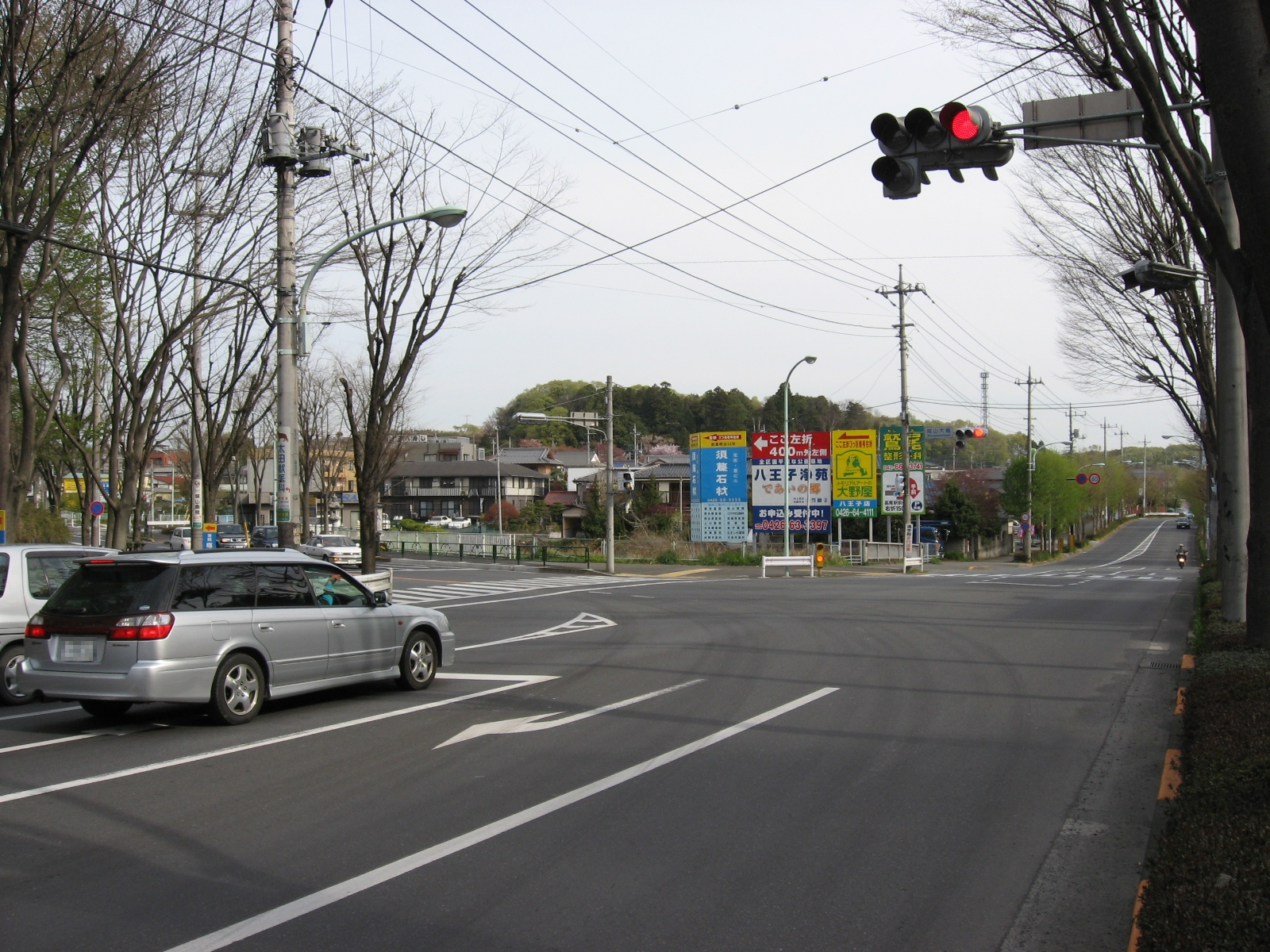
城山大橋交差点。右奥が終点方面で手前が起点方面。左から合流するのは東京都道61号線。

東京都道46号八王子あきる野線（とうきょうとどう46ごう はちおうじあきるのせん）は、東京都の、八王子市から同市楢原町を経由してあきる野市に至る、都道（主要地方道）である。

## 概要
この道路の東京都通称道路名は主として高尾街道で、国道411号との重複区間は滝山街道を通称としている。
一部区間が八王子都市計画道路3.4.63号館町谷野線に計画決定されている。
本路線の支線にあたる戸吹町南交差点から東京サマーランド前交差点までの区間は地域高規格道路の新滝山街道に指定されている。

## 路線データ

### 起点・終点・距離
- 起点 : 東京都八王子市高尾町（高尾駅）
  - 東京都八王子市東浅川町（町田街道入口交差点=国道20号交点）～多摩森林科学園前交差点の枝線が存在する。
- 終点 : 東京都あきる野市雨間（秋川交差点＝五日市街道交点）
- 距離 : 9.435 km

## 地理

### トンネル
- 戸吹トンネル : 2003年（平成15年）4月29日

### 交差する道路
| 交差する道路                                                      | 交差する道路                            | 交差する場所     | 所在地   |
| ----------------------------------------------------------------- | --------------------------------------- | ---------------- | -------- |
| 高尾駅                                                            |                                         |                  |          |
| 国道20号（甲州街道）                                              | 国道20号（甲州街道）                    | 高尾駅前         | 八王子市 |
| -                                                                 | 東京都道46号八王子あきる野線            | 多摩森林科学園前 | 八王子市 |
| 東京都道61号山田宮の前線                                          | -                                       | 城山大橋         | 八王子市 |
| 東京都道521号上野原八王子線（陣馬街道）                           | 東京都道521号上野原八王子線（陣馬街道） | 八王子四谷町     | 八王子市 |
| 東京都道32号八王子五日市線（秋川街道）                            |                                         |                  | 八王子市 |
| 東京都道176号楢原あきる野線                                       | -                                       | 佐貫             | 八王子市 |
| 東京都道186号高月楢原線                                           | -                                       |                  | 八王子市 |
| 東京都道46号八王子あきる野線（新滝山街道）東京都道169号淵上日野線 |                                         |                  | 八王子市 |
| 国道411号（滝山街道）                                             | 国道411号（滝山街道）                   | 戸吹町           | 八王子市 |
| 東京都道176号楢原あきる野線                                       |                                         |                  |          |

### 重複区間
- 東京都道176号楢原あきる野線（八王子市楢原町 - 戸吹町）
- 東京都道186号高月楢原線（八王子市楢原町 - 犬目町）
- 東京都道169号淵上日野線（八王子市戸吹町 - あきる野市牛沼）[要出典]
- 国道411号（八王子市戸吹町 - あきる野市雨間）[1]

### 通過する河川
- 北浅川（松枝橋）
- 川口川（明治橋）
- 大沢川（滝山下橋）
- 大沢川（城山大橋）
- 南浅川（敷島橋）

### 沿線の施設
- 高尾駅
- 森林総合研究所
  - 多摩森林科学園
- 共立女子第二中学校・高等学校
- 東京都立八王子北高等学校
- 東京サマーランド